# Organisation professionnelle des triathlètes
L'Organisation professionnelle des triathlètes ou PTO pour Professional Triathletes Organisation est une entité sans but lucratif constitué dans le but de protéger et promouvoir les intérêts des triathlètes professionnels participant à des épreuves sans drafting. Son champ d'action s'étend au monde entier et s'inscrit dans la représentativité et le soutien des sportifs, des événements et des organisations à l'image d'autres associations professionnelles comme l'association des joueurs de golf professionnels (PGA) ou de celle des joueurs de tennis (ATP).

## Historique
Imaginée en 2014, l'Organisation des triathlètes professionnelles est tout d'abord fondée sous le titre de Pro Triathlon Union en juillet 2015. En 2016, elle prend le nom de Professional Organisation Triathletes et annonce son intention de créer une compétition à l'image de la Ryder Cup propre au golf. Toutefois, elle ne parvient pas dans un premier temps à peser sur le monde du triathlon et ne compte qu'une quinzaine de sportif professionnel dans ses rangs. En janvier 2020, ses accords avec Crankstart Investments, appartenant au capital-risqueur Michael Moritz au travers d'un partenariat financier permettent à l'organisation de déployer plus largement son objet. Celui-ci étant de soutenir et promouvoir, triathlètes professionnels, organisateurs de course, instances officielles et tout l'environnement propre au triathlon longue distance, sans aspiration-abri. L'organisation est présidée par Charles Adamo et coprésidé par Rachel Joyce, elle partage tous les bénéfices réalisés avec l'investisseur partenaire.
Une centaine de triathlètes professionnels sont membres de la PTO, lors de son lancement officiel, parmi les meilleurs du monde en 2020 dont Daniela Ryf et Jan Frodeno, l'adhésion des triathlètes en 2020 est gratuite. L'organisation établie un classement mondial des triathlètes qui s'établit sur les résultats que ces derniers obtiennent sur les épreuves reconnues par l'organisation. Ces compétitions pour être labellisées par la PTO, doivent avoir une longueur supérieure à la distance olympique, être sans drafting et offrir des primes et prix identiques aux compétiteurs hommes et femmes.
La PTO gère un système de classement mondial des triathlètes de l'organisation, ce classement est établi en collaboration avec la compagnie TRiRating selon des critères définis et identiques à tous les compétiteurs, il offre des primes qui varient de 5 000 à 100 000 dollars selon le classement final annuel.

## Collins Cup
L'organisation invite des triathlètes sélectionnés à participer à la Collins Cup rendant hommage aux initiateurs du triathlon longue distance qu'étaient Judy et John Collins. L'épreuve oppose une équipe américaine, une équipe européenne et une internationale du reste du monde. L'édition inaugurale a lieu à Šamorín en Slovénie le 28 août 2021, elle est dotée d'un prix de deux millions de dollars dans une compétition disputée par 36 triathlètes du monde, 18 hommes et 18 femmes. Des points sont attribués en fonction des vainqueurs de chacun des 12 « matchs » entre un triathlète de chaque équipe. Ce concept est déjà approuvé dans le golf par la Ryder International Cup créé en 1927. L'organisation professionnelle annonce en 2023, que la saison se termine sans organisation de la Collins Cup pour cette année, pour des raisons logistiques et de calendrier.

### Palmarès
| Année | Lieu                  | Vainqueurs | 2e | 3e |
| ----- | --------------------- | --- | --- | --- |
| 2021, | Šamorín, Slovénie     | TEAM EUROPE (42,5 Pts) Daniela Ryf (2e) Lucy Charles - 3 h 33 min 46 s Anne Haug (2e) Holly Lawrence (3e) Emma Pallant - 3 h 34 min 36 s Katrina Matthews - 3 h 35 min 17 s Jan Frodeno - 3 h 13 min 8 s Gustav Iden - 3 h 13 min 35 s Sebastian Kienle (2e) Daniel Bækkegård - 3 h 15 min 27 s Patrick Lange (3e) Joe Skipper (2e)                             | TEAM USA (31,5 Pts) Taylor Knibb - 3 h 30 min 10 s Katie Zaferes (2e) Jackie Hering - 3 h 35 min 26 s Skye Moench (2e) Chelsea Sodaro (2e) Jocelyn McCauley (2e) Sam Long (3e) Collin Chartier (2e) Andrew Starykowicz (3e) Ben Kanute (2e) Matt Hanson (2e) Justin Metzler (3e)                                 | TEAM INTERNATIONAL (25,5 Pts) Teresa Adam (3e) Paula Findlay (3e) Jeanni Metzler (3e) Ellie Salthouse - 3 h 38 min 38 s Sarah Crowley (3e) Carrie Lester (3e) Sam Appleton (2e) Kyle Smith (3e) Lionel Sanders - 3 h 19 min 17 s Max Neumann (3e) Braden Currie - 3 h 20 min 30 s Jackson Laundry - 3 h 18 min 8 s |
| 2022, | Bratislava, Slovaquie | TEAM EUROPE (53 Pts) Daniela Ryf - 3 h 28 min 50 s Laura Philipp (2e) Katrina Matthews (2e) Nicola Spirig - 3 h 32 min 43 s Holly Lawrence - 3 h 33 min 10 s Anne Haug - 3 h 33 min 57 s Kristian Blummenfelt - 3 h 9 min 19 s Sam Laidlow 3e Magnus Ditlev - 3 h 13 min 31 s Patrick Lange 3e Gustav Iden - 3 h 11 min 32 s Daniel Bækkegård - 3 h 13 min 52 s | TEAM INTERNATIONAL (38 Pts) Flora Duffy (2e) Ashleigh Gentle - 3 h 30 min 51 s Paula Findlay - 3 h 31 min 10 s Vittoria Lopes (2e) Ellie Salthouse (3e) Tamara Jewett (2e) Hayden Wilde (2e) Lionel Sanders - 3 h 12 min 25 s Max Neumann (3e) Aaron Royle - 3 h 19 min 42 s Jackson Laundry 3e Braden Currie 2e | TEAM USA (22,5 Pts) Sarah True (3e) Chelsea Sodaro (3e) Skye Moench (3e) Sophie Watts (3e) Jocelyn McCauley (2e) Jackie Hering (3e) Ben Kanute (3e) Sam Long (2e) Rodolphe von Berg (2e) Jason West (2e) Matt Hanson (2e) Chris Leiferman (3e)                                                                     |

## T100 Triathlon World Tour
En janvier 2024, l'organisation annonce une refonte de son circuit, le PTO Tour, crée en 2022. Tour constitué de trois courses longue distance par an, réunissant des triathlètes de classe mondiale et s'articulant autour de la Collins Cup. Coupe qui connait seulement deux éditions en 2021 et 2022.  
La nouvelle compétition qui prend le nom de T100 Triathlon World Tour, réunis 40 triathlètes professionnels parmi les mieux classés sur le circuit mondial longue distance. Cette évolution fait suite à l'accord passé avec la World Triathlon pour qualifier ce nouveau circuit comme étant le circuit officiel de la fédération internationale pour l’attribution du titre de champion et championne du monde de longue distance. Constitué selon un circuit à étape à l'image des séries des championnats du monde de triathlon pour les compétitions en courte distance. 
Nommées T100, les épreuves longues distances sont toutes d'une longueur totale de 100 kilomètres, 2 kilomètres de natation, suivit de 80 kilomètres de vélo et un parcours final de 18 kilomètres de course à pied. Les épreuves se déroulant sur des circuits variés. Légèrement moins long que l'Ironman 70.3, le format vise à favoriser une gestion de course mêlant endurance et vitesse.